# Seilala Lam
Pour les articles homonymes, voir Lam.

a Compétitions nationales et continentales officielles uniquement.

b Matchs officiels uniquement.
Dernière mise à jour le 6 août 2023.
Leon Seilala Lam, est né le 18 février 1989 à Hamilton (Nouvelle-Zélande), est un joueur de rugby à XV international samoan évoluant au poste de talonneur. Il évolue avec le club français de l'USA Perpignan en Top 14 depuis 2017.
Il est le frère cadet du troisième ligne international samoan Jack Lam, et le cousin de Pat Lam, ancien international samoan et actuel entraîneur de Bristol,. Il est également le neveu de l'ancien centre international samoan, Seilala Mapusua, duquel il tient son prénom.

## Carrière

### En club
Seilala Lam est né en Nouvelle-Zélande, mais émigre avec sa famille en Australie à l'âge de 11 ans. Il est formé au rugby à XV au poste de troisième ligne avec le St Edmund's College de Canberra, puis avec les Queanbeyan Whites en ACTRU Premier Division (championnat du territoire de la capitale australienne) jusqu'en 2012.
Il commence sa carrière professionnelle en 2013, lorsqu'il rejoint le club de Randwick qui évolue alors en Shute Shield (championnat de la région de Sydney). Il joue la saison suivante avec Eastern Suburbs RUFC dans ce même championnat. Lors de cette période, il s'entraîne avec le groupe élargi de la franchise des Waratahs qui dispute le Super Rugby,. Michael Cheika, alors entraîneur des Waratahs, lui conseille alors de changer de poste et de devenir talonneur, un poste plus adapté à ses qualités et moins concurrentiel en Australie,. 
De retour la région de Canberra, il est retenu dans le groupe élargi des Brumbies lors de la saison 2014 de Super Rugby, mais ne dispute pas de matchs,. Il rejoint dans la foulée l'équipe des Canberra Vikings avec qui il dispute la saison inauguratrice du National Rugby Championship,.
En octobre 2015, alors qu'il devait rejoindre la province néo-zélandaise d'Auckland en ITM Cup, il rejoint finalement le club français du USO Nevers qui évolue en Fédérale 1, où il compense l'arrêt sur blessure de Rémi Stolz. Il passe deux saisons avec le club bourguignon, avec lequel dispute 23 matchs et participe à l’accession en Pro D2,. Il n'est cependant pas conservé par le club pour la saison de Pro D2 à venir.
En août 2017, il signe un contrat d'un an avec l'USA Perpignan qui évolue en Pro D2, où il compense l'arrêt sur blessure de l'international français Brice Mach qui devait rejoindre le club catalan à l'intersaison,. Auteur d'une bonne saison, il prolonge son contrat avec le club catalan, qui vient d'assurer son retour en Top 14 pour la saison 2018-2019. Malgré la saison catastrophique de l'USAP, et son retour en Pro D2 pour la saison 2019-2020, Lam s'impose comme un cadre l'équipe et décide, en janvier 2020, de prolonger son contrat jusqu'en 2022. En janvier 2022, il prolonge pour une saison de plus avec le club perpignanais.

### En équipe nationale
Seilala Lam a joué avec l'équipe d'Australie des moins de 20 ans lors des championnats du monde junior 2008 et 2009. Il évoluait alors au poste de troisième ligne.
Il est sélectionné pour la première fois avec l'équipe des Samoa au mois de juin 2016. Il obtient sa première cape internationale avec l'équipe des Samoa le 11 juin 2016 à l’occasion d’un test-match contre l'équipe de Géorgie à Apia.
En 2019, il est retenu par le sélectionneur Steve Jackson dans le groupe samoan pour disputer la Coupe du monde au Japon. Il dispute quatre matchs lors de la compétition, contre l'Écosse, le Japon et l'Irlande.

## Palmarès

### En club
- Vainqueur de la finale d’accession de Fédérale 1 Elite en 2017 avec Nevers.
- Champion de France de Pro D2 en 2018 et 2021 avec l'USA Perpignan

### En équipe nationale
- 23 sélections avec les Samoa.
- 15 points (3 essais).

- Participation à la Coupe du monde en 2019 (3 matchs).